# Соса, Павел Петрович
Павел Петрович Соса (20 декабря 1929 — 29 ноября 2000) — советский и украинский историк, краевед. Заслуженный работник культуры УССР (1989), почётный гражданин города Черкассы.

## Биография
Родился 20 декабря 1929 года в селе Жовнино (Черкасская область) в бедной крестьянской семье.
В 1959 году окончил исторический факультет Киевского государственного университета им. Т. Г. Шевченко. Преподавал историю и обществоведение в школах Черкасс. С 1970 года работал в Черкасском областном краеведческом музее экскурсоводом, заведующим отделом, заместителем директора по научной работе (17 лет).
25 лет трудовой жизни отдал развитию музейной сети на Черкащине. Был автором многих музейных экспозиций, участвовал в создании областного краеведческого музея, музея Михаила Старицкого в с. Клещинцы, литературно-мемориального музея Т. Г. Шевченко в селе Шевченково (Черкасская область), музея художника Ивана Падалки в Драбове, экспозиции выставки музея Б. Хмельницкого в Чигирине. Автор более 200 печатных публикаций, отдельных изданий. Круг его исследований — история казачества, история улиц и историко-культурных памятников, проблемы музейного строительства, шевченковедение. Один из основателей и соавторов первого издания сборника «Краеведение Черкащины». Член Всеукраинского союза краеведов Украины (1990).
Награждён памятным знаком III степени «За заслуги перед городом Черкассы» (1999). Лауреат премии им. Д. Яворницкого (1993), областной премии им. М. Максимовича (1995), премии им. В. Б. Антоновича (2000, посмертно). Награждён медалями «Ветеран труда», «За доблестный труд в Великой Отечественной войне 1941—1945 гг.», многочисленными почётными грамотами.

## Труды
- Шевченко і Черкаси : іст.-док. іл. нарис / В. М. Мельниченко, П. П. Соса. — Черкаси : Брама-Ісуеп, 1999. — 95 с.
- Пам’ятки Черкас : краєзнавчий довід. / П. П. Соса, Г. І. Березняк, В. М. Мельниченко. — Черкаси : Сіяч, 1998. — 111 с.
- Черкаському краєзнавчому — 80 : іст.-док. нарис про Черкас. обл. краєзнавчий музей / П. П. Соса, В. М. Мельниченко. — Черкаси : Сіяч, 1998. — 67 с.
- Вулиці Черкас : іст. нарис / П. П. Соса, С. І. Кривенко, В. Б. Страшевич. — Черкаси : НДІТЕХІМ, 1997. — 138 с.
- Назви вулиць, провулків і площ м. Черкаси (1893—1992) : довід. / С. І. Кривенко, О. А. Портянко, П. П. Соса. — Черкаси : Сіяч, 1992. — 31 с.